# Класификация на динозаврите
Класификацията на динозаврите е започната през 1842 г., когато Ричард Оуен (на английски: Richard Owen) е отделил различните родове влечуги, като Игуанодони, Мегалозаври и Hylaeosaurus в отделни подраздели. През 1887 – 1888 г. Хари Сийли (на английски: Harry Seeley) разделя динозаврите в зависимост от тяхната тазобедрена структура на два големи разреда Saurischia и Ornithischia. По-долу е показана пълната класификация на надразред Динозаври (Dinosauria) до ниво род.

## Класификация
Надразред Динозаври
- Разред †Птицетазови (Ornithischia) Seeley, 1888
  - Род †Лесотозаври (Lesothosaurus)
  - Род †Писанозаври (Pisanosaurus)
  - Род †Technosaurus
  - Подразред †Цераподи (Cerapoda)
    - Род †Агилизаври (Agilisaurus)
    - Род †Хексинлузаври (Hexinlusaurus)
    - Род †Stormbergia
    - Семейство †Хетеродонтозаврови (Heterodontosauridae)[1]
      - Род †Abrictosaurus
      - Род †Ехинодони (Echinodon)
      - Род †Фрутаденси (Fruitadens)
      - Род †Геранозаври (Geranosaurus)
      - Род †Хетеродонтозаври (Heterodontosaurus)
      - Род †Lanasaurus
      - Род †Ликорхинос (Lycorhinus)
      - Род †Пегомастакси (Pegomastax)
      - Род †Тайнюлонги (Tianyulong)

    - Инфраразред †Цератопси (Ceratopsia) Marsh, 1890
      - Род †Koreaceratops Lee, Ryan & Kobayashi, 2011[2]
      - Род †Лияоцератопси (Liaoceratops)
      - Род †Микроцератуси (Microceratus)
      - Семейство †Chaoyangsauridae
        - Род †Шаоянгзаври (Chaoyangsaurus)
        - Род †Ксуанхуацератопси (Xuanhuaceratops)

      - Семейство †Лептоцератопсови (Leptoceratopsidae) Nopcsa, 1923
        - Род †Азияцератопси (Asiaceratops)
        - Род †Байноцератопси (Bainoceratops)
        - Род †Церасинопси (Cerasinops)
        - Род †Gryphoceratops
        - Род †Лептоцератопси (Leptoceratops)
        - Род †Монтаноцератопси (Montanoceratops)
        - Род †Преноцератопси (Prenoceratops)
        - Род †Серендипацератопси (Serendipaceratops)
        - Род †Уданоцератопси (Udanoceratops)
        - Род †Unescoceratops
        - Род †Цученгцератопси (Zhuchengceratops)

      - Семейство †Пситакозаврови (Psittacosauridae) Osborn, 1923
        - Род †Пситакозаври (Psittacosaurus)
        - Род †Hongshanosaurus

      - Надсемейство †Ceratopsoidea
        - Род †Зуницератопси (Zuniceratops)
        - Семейство †Цератопсови (Ceratopsidae) Marsh, 1888
          - Подсемейство †Центрозаврови (Centrosaurinae) Lambe, 1915
            - Род †Albertaceratops
            - Род †Авацератопси (Avaceratops)
            - Род †Брахицератопси (Brachyceratops)
            - Род †Monoclonius
            - Триб Centrosaurini
              - Род †Центрозаври (Centrosaurus)
              - Род †Стиракозаври (Styracosaurus)

            - Триб Pachyrhinosaurini
              - Род †Ахелозаври (Achelousaurus)
              - Род †Ейниозаври (Einiosaurus)
              - Род †Пахирхинозаври (Pachyrhinosaurus)

          - Подсемейство †Хасмозаврови (Chasmosaurinae) Lambe, 1914
            - Род †Агужацератопси (Agujaceratops)
            - Род †Анхицератопси (Anchiceratops)
            - Род †Arrhinoceratops
            - Род †Хасмозаври (Chasmosaurus)
            - Род †Коахуилацератопси (Coahuilaceratops)
            - Род †Еотрицератопси (Eotriceratops)
            - Род †Космоцератопси (Kosmoceratops)
            - Род †Medusaceratops
            - Род †Mojoceratops
            - Род †Nedoceratops (Diceratus)
            - Род †Ojoceratops
            - Род †Пентацератопси (Pentaceratops)
            - Род †Tatankaceratops
            - Род †Титаноцератопси (Titanoceratops)
            - Род †Торозаври (Torosaurus)
            - Род †Трицератопси (Triceratops)
            - Род †Ютацератопси (Utahceratops)
            - Род †Вагацератопси (Vagaceratops)

    - Инфраразред †Орнитоподи (Ornithopoda)
      - Род †Чангчунзаври (Changchunsaurus)
      - Род †Siluosaurus
      - Семейство †Hypsilophodontidae Dollo, 1882
        - Род †Атласкопкозаври (Atlascopcosaurus)
        - Род †Bugenasaura
        - Род †Дринкъри (Drinker)
        - Род †Fulgurotherium
        - Род †Гаспаринизаври (Gasparinisaura)
        - Род †Гонгбузаври (Gongbusaurus)
        - Род †Hypsilophodon
        - Род †Джехолозаври (Jeholosaurus)
        - Род †Леалинзаври (Leaellynasaura)
        - Род †Нотохипсилофодони (Notohypsilophodon)
        - Род †Ородромеуси (Orodromeus)
        - Род †Отниелия (Othnielia)
        - Род †Параксозаври (Parksosaurus)
        - Род †Кантасзаври (Qantassaurus)
        - Род †Тесцелозаври (Thescelosaurus)
        - Род †Яндузаври (Yandusaurus)
        - Род †Zephyrosaurus

      - Парвразред †Iguanodontia Dollo, 1888
        - Род †Анабисетия (Anabisetia)
        - Род †Бактрозаври (Bactrosaurus)
        - Род †Барилиуми (Barilium)
        - Род †Бихариозаври (Bihariosaurus)
        - Род †Каловозаври (Callovosaurus)
        - Род †Cedrorestes
        - Род †Кумнория (Cumnoria)
        - Род †Dysalotosaurus
        - Род †Елрхазозаври (Elrhazosaurus)
        - Род †Хиподрако (Hippodraco)
        - Род †Хипселоспинуси (Hypselospinus)
        - Род †Игуанаколосуси (Iguanacolossus)
        - Род †Кангназаври (Kangnasaurus)
        - Род †Кукуфелдия (Kukufeldia)
        - Род †Макрогрифозаври (Macrogryphosaurus)
        - Род †Mochlodon
        - Род †Мутабуразаври (Muttaburrasaurus)
        - Род †Осмаказаври (Osmakasaurus)
        - Род †Оуранозаври (Ouranosaurus)
        - Род †Оуенодони (Owenodon)
        - Род †Пропланикокса (Proplanicoxa)
        - Род †Ratchasimasaurus
        - Род †Рабдодони (Rhabdodon)
        - Род †Селакокса (Sellacoxa)
        - Род †Таленкауен (Talenkauen)
        - Род †Тенонтозаври (Tenontosaurus)
        - Род †Тейофиталия (Theiophytalia)
        - Род †Uteodon
        - Род †Залмоксес (Zalmoxes)
        - Семейство †Дриозаврови (Dryosauridae) Milner & Norman, 1984
          - Род †Дриозаври (Dryosaurus)
          - Род †Planicoxa
          - Род †Валдозаври (Valdosaurus)

        - Семейство †Камптозаврови (Camptosauridae) Marsh, 1885
          - Род †Камптозаври (Camptosaurus)
          - Род †Драконикси (Draconyx)

        - Надсемейство †Iguanodontoidea
          - Род †Dakotadon
          - Род †Ланджоузаври (Lanzhousaurus)
          - Род †Лурдузаври (Lurdusaurus)
          - Семейство †Игуанодонови (Iguanodontidae)
            - Род †Краспедодони (Craspedodon)
            - Род †Dollodon
            - Род †Игуанодони (Iguanodon)
            - Род †Мантелизаври (Mantellisaurus)

        - Надсемейство †Hadrosauroidea Cope, 1869
          - Род †Алтирхинуси (Altirhinus)
          - Род †Батирозаври (Batyrosaurus)
          - Род †Болонг (Bolong)
          - Род †Клаозаври (Claosaurus)
          - Род †Екихубуси (Equijubus)
          - Род †Еоламбиа (Eolambia)
          - Род †Fukuisaurus
          - Род †Гилмореозаври (Gilmoreosaurus)
          - Род †Глишадес (Glishades)
          - Род †Huehuecanauhtlus
          - Род †Джеявати (Jeyawati)
          - Род †Жинтазаври (Jintasaurus)
          - Род †Jinzhousaurus
          - Род †Левнесовия (Levnesovia)
          - Род †Lophorhothon
          - Род †Наниянгозаври (Nanyangosaurus)
          - Род †Пенелопогнатуси (Penelopognathus)
          - Род †Пробактрозаври (Probactrosaurus)
          - Род †Протохадрос (Protohadros)
          - Род †Shuangmiaosaurus
          - Род †Тетихадрос (Tethyshadros)
          - Род †Xuwulong
          - Семейство †Хадрозаврови (Hadrosauridae)
            - Род †Акриставуси (Acristavus)
            - Род †Коутализаври (Koutalisaurus)
            - Род †Телматозаври (Telmatosaurus)
            - Род †Цинтаозаври (Tsintaosaurus)
            - Подсемейство †Hadrosaurinae Lambe, 1918
              - Триб †Hadrosaurini
                - Род †Хадрозаври (Hadrosaurus)
                - Род †Грипозаври (Gryposaurus)

              - Триб †Edmontosaurini
                - Род †Анатотитани (Anatotitan)
                - Род †Едмонтозаври (Edmontosaurus)
                - Род †Шантунгозаври (Shantungosaurus)
                - Род †Таниуси (Tanius)

              - Триб †Maiasaurini
                - Род †Brachylophosaurus
                - Род †Маязаври (Maiasaura) Horner & Makela, 1979

              - Триб †Saurolophini
                - Род †Анасазизаври (Anasazisaurus)
                - Род †Аралозаври (Aralosaurus)
                - Род †Керберозаври (Kerberosaurus)
                - Род †Критозаври (Kritosaurus)
                - Род †Lophorhothon
                - Род †Naashoibitosaurus
                - Род †Прозавролофуси (Prosaurolophus)
                - Род †Завролофуси (Saurolophus)

            - Подсемейство †Ламбеозаврови (Lambeosaurinae) Parks, 1923
              - Триб †Lambeosaurini
                - Род †Barsboldia
                - Род †Коринтозаври (Corythosaurus)
                - Род †Хипакрозаври (Hypacrosaurus)
                - Род †Ламбеозаври (Lambeosaurus)
                - Род †Нипонозаври (Nipponosaurus)
                - Род †Олоротитани (Olorotitan)

              - Триб †Parasaurolophini
                - Род †Харонозаври (Charonosaurus)
                - Род †Паразавролофуси (Parasaurolophus) Parks, 1922

    - Инфраразред †Pachycephalosauria Maryanska & Osmolska, 1974
      - Род †Хомалоцефале (Homalocephale)
      - Род †Ornathotholus
      - Семейство †Пахикефалозаврови (Pachycephalosauridae) Sternberg, 1945
        - Род †Амтоцефале (Amtocephale)
        - Род †Дракорекси (Dracorex)
        - Род †Гравитолуси (Gravitholus)
        - Род †Микропахикефалозаври (Micropachycephalosaurus)
        - Род †Пахикефалозаври (Pachycephalosaurus)
        - Род †Преноцефале (Prenocephale)
        - Род †Sphaerotholus
        - Род †Стегоцерас (Stegoceras)
        - Род †Стигимолохи (Stygimoloch)
        - Род †Texacephale[3]
        - Род †Тилоцефале (Tylocephale)

  - Подразред †Thyreophora Nopcsa, 1915
    - Род †Brachypodosaurus
    - Род †Lusitanosaurs
    - Род †Скутелозаври (Scutellosaurus)
    - Род †Татизаври (Tatisaurus)
    - Инфраразред †Ankylosauria Osborn, 1923
      - Род †Антарктопелти (Antarctopelta)
      - Род †Цедарпелта (Cedarpelta)
      - Род †Кричтънзаври (Crichtonsaurus)
      - Род †Дракопелта (Dracopelta)
      - Род †Минми (Minmi)
      - Семейство †Анкилозаврови (Ankylosauridae) Brown, 1908
        - Род †Ахшислепелти (Ahshislepelta)
        - Род †Алетопелти (Aletopelta)
        - Род †Гобизаври (Gobisaurus)
        - Род †Minotaurasaurus[4]
        - Род †Шамозаври (Shamosaurus)
        - Род †Tatankacephalus
        - Подсемейство †Ankylosaurinae Brown, 1908
          - Род †Анкилозаври (Ankylosaurus)
          - Род †Евоплокефали (Euoplocephalus)
          - Род †Нодоцефалозаври (Nodocephalosaurus)
          - Род †Пинакозаври (Pinacosaurus)
          - Род †Сайчания (Saichania)
          - Род †Shanxia
          - Род †Таларуруси (Talarurus)
          - Род †Тарчия (Tarchia)
          - Род †Тиандзенозаври (Tianzhenosaurus)
          - Род †Тсагантегия (Tsagantegia)

      - Семейство †Нодозаврови (Nodosauridae)
        - Род †Акантофолиси (Acanthopholis)
        - Род †Алетопелти (Aletopelta)
        - Род †Анимантаркси (Animantarx)
        - Род †Аноплозаври (Anoplosaurus)
        - Род †Антарктопелти (Antarctopelta)
        - Род †Едмонтия (Edmontonia)
        - Род †Glyptodontopelta[5]
        - Род †Унгарозаври (Hungarosaurus)
        - Род †Хилеозаври (Hylaeosaurus)
        - Род †Лияонингозаври (Liaoningosaurus)
        - Род †Ниобраразаври (Niobrarasaurus)
        - Род †Нодозаври (Nodosaurus)
        - Род †Паноплозаври (Panoplosaurus)
        - Род †Павпавзаври (Pawpawsaurus)
        - Род †Peloroplites[6]
        - Род †Propanoplosaurus
        - Род †Сарколестес (Sarcolestes)
        - Род †Завропелти (Sauropelta)
        - Род †Силвизаври (Silvisaurus)
        - Род †Стегопелта (Stegopelta)
        - Род †Струтхиозаври (Struthiosaurus)
        - Род †Tatankacephalus
        - Род †Тексасетес (Texasetes)
        - Род †Цежиянгозаври (Zhejiangosaurus)
        - Подсемейство †Polacanthinae
          - Род †Гаргойлеозаври (Gargoyleosaurus)
          - Род †Gastonia
          - Род †Хоплитозаври (Hoplitosaurus)
          - Род †Мимуурапелта (Mymoorapelta)
          - Род †Полакантуси (Polacanthus)

      - Семейство †Сцелидозаврови (Scelidosauridae)
        - Род †Биенозаври (Bienosaurus)
        - Род †Сцелидозаври (Scelidosaurus)

    - Инфраразред †Stegosauria Marsh, 1877
      - Род †Емаузаври (Emausaurus)
      - Семейство †Huayangosauridae Dong, Tang, & Zhou, 1982
        - Род †Хуаянгозаври (Huayangosaurus)

      - Семейство †Стегозаврови (Stegosauridae) Marsh, 1880
        - Род †Чунгкингозаври (Chungkingosaurus)
        - Род †Дацентруруси (Dacentrurus)
        - Подсемейство †Stegosaurinae
          - Род †Чиалингозаври (Chialingosaurus)
          - Род †Craterosaurus
          - Род †Дравидозаври (Dravidosaurus)
          - Род †Hesperosaurus
          - Род †Кентрозаври (Kentrosaurus) Edwin Hennig, 1915
          - Род †Лексовизаври (Lexovisaurus)
          - Род †Монконозаври (Monkonosaurus)
          - Род †Парантодони (Paranthodon)
          - Род †Стегозаври (Stegosaurus) Othniel C. Marsh, 1877
          - Род †Туожиангозаври (Tuojiangosaurus)
          - Род †Вуерхозаври (Wuerhosaurus)
- Разред Гущеротазови (Saurischia) Seeley, 1888
  - Род †Алвалкерии (Alwalkeria)
  - Род †Чиндезаври (Chindesaurus)
  - Подразред †Завроподоморфни (Sauropodomorpha) Huene, 1932
    - Род †Ардоникси (Aardonyx)[7]
    - Род †Аркузаври (Arcusaurus)
    - Род †Гонгксиянозаври (Gongxianosaurus)
    - Род †Хуабейзаври (Huabeisaurus)
    - Род †Панфагия (Panphagia)
    - Род †Пантидрако (Pantydraco)
    - Род †Ултразаври (Ultrasaurus)
    - Инфраразред †Прозавроподи (Prosauropoda) Huene, 1920
      - Род †Azendohosaurus
      - Род †Рюелия (Ruehleia)
      - Род †Saturnalia
      - Род †Именозаври (Yimenosaurus)
      - Семейство †Текодонтозаврови (Thecodontosauridae) Lydekker, 1890
        - Род †Текодонтозаври (Thecodontosaurus) Riley & Stuchbury, 1836

      - Надсемейство †Anchisauria Galton & Upchurch, 2004
        - Семейство †Анхизаврови (Anchisauridae)
          - Род †Амозаври (Ammosaurus)
          - Род †Анхизаври (Anchisaurus)

        - Семейство †Меланозаврови (Melanorosauridae)
          - Род †Камелотия (Camelotia)
          - Род †Чиншакиянгозаври (Chinshakiangosaurus)
          - Род †Лесемозавъра (Lessemsaurus)
          - Род †Likhoelesaurus
          - Род †Меланозаври (Melanorosaurus)
          - Род †Риохазаври (Riojasaurus)
          - Род †Roccosaurus
          - Род †Thotobolosaurus

      - Надсемейство †Plateosauria Tornier, 1913
        - Род †Euskelosaurus
        - Род †Gyposaurus
        - Род †Мусзаври (Mussaurus)
        - Род †Sellosaurus
        - Семейство †Massospondylidae Huene, 1914
          - Род †Adeopapposaurus
          - Род †Колорадизаври (Coloradisaurus)
          - Род †Глациализаври (Glacialisaurus)
          - Род †Jingshanosaurus
          - Род †Луфенгозаври (Lufengosaurus)
          - Род †Масоспондилуси (Massospondylus)
          - Род †Юнанозаври (Yunnanosaurus)

        - Семейство †Платеозаврови (Plateosauridae)
          - Род †Платеозаври (Plateosaurus)
          - Род †Unaysaurus Leal, Azevodo, Kellner, & da Rosa, 2004[8]

    - Инфраразред †Завроподи (Sauropoda) Marsh, 1878
      - Род †Аброзаври (Abrosaurus)
      - Род †Амигдалодони (Amygdalodon)
      - Род †Арагозаври (Aragosaurus)
      - Род †Atlasaurus
      - Род †Bellusaurus
      - Род †Бликаназаври (Blikanasaurus)
      - Род †Cardiodon
      - Род †Чуанжиезаври (Chuanjiesaurus)
      - Род †Датоузаври (Datousaurus)
      - Род †Дуриятитани (Duriatitan)
      - Род †Худиезаври (Hudiesaurus)
      - Род †Исанозаври (Isanosaurus)
      - Род †Джобария (Jobaria)
      - Род †Кламелизаври (Klamelisaurus)
      - Род †Котазаври (Kotasaurus)
      - Род †Oplosaurus
      - Род †Ротозаври (Rhoetosaurus)
      - Род †Тендагурия (Tendaguria)
      - Род †Wintonotitan [9]
      - Род †Xenoposeidon
      - Семейство †Цетиозаврови (Cetiosauridae)
        - Род †Цетиозаври (Cetiosaurus)
        - Род †Патагозаври (Patagosaurus)

      - Семейство †Euhelopididae
        - Род †Евхелопуси (Euhelopus)
        - Род †Lourinhasaurus
        - Род †Маменчизаври (Mamenchisaurus)
        - Род †Омейзаври (Omeisaurus)
        - Род †Техуелчезаври (Tehuelchesaurus)

      - Семейство †Вулканодонтови (Vulcanodontidae)
        - Род †Барапазаври (Barapasaurus)
        - Род †Омдинозаври (Ohmdenosaurus)
        - Род †Вулканодони (Vulcanodon)

      - Надсемейство †Camarasauromorpha Salgado, Coria, et Calvo, 1997
        - Род †Adamantisaurus[10]
        - Род †Египтозаври (Aegyptosaurus)
        - Род †Агустинии (Agustinia)
        - Род †Андезаври (Andesaurus)
        - Род †Анголатитани (Angolatitan)
        - Род †Аржентинозаври (Argentinosaurus) Bonaparte & Coria, 1993
        - Род †Аргирозаври (Argyrosaurus)
        - Род †Атакаматитани (Atacamatitan)
        - Род †Австрозаври (Austrosaurus)
        - Род †Баросазаври (Barrosasaurus)
        - Род †Чубутизаври (Chubutisaurus)
        - Род †Епахтозаври (Epachthosaurus)
        - Род †Яненшия (Janenschia)
        - Род †Лапарентозаври (Lapparentosaurus)
        - Род †Ligabuesaurus[11]
        - Род †Орнитопсиси (Ornithopsis)
        - Род †Пелорозаври (Pelorosaurus)
        - Род †Фувиянгозаври (Phuwiangosaurus)
        - Род †Pleurocoelus
        - Род †Тангвайозаври (Tangvayosaurus)
        - Род †Uberabatitan[12]
        - Род †Вененозаври (Venenosaurus)
        - Семейство †Брахиозаврови (Brachiosauridae) Riggs, 1904
          - Род †Abydosaurus
          - Род †Брахиозаври (Brachiosaurus)
          - Род †Цедарозаври (Cedarosaurus)
          - Род †Жирафотитани (Giraffatitan)
          - Род †Киаоуанлонг (Qiaowanlong)
          - Род †Завропосейдони (Sauroposeidon)
          - Род †Фолкхаймерия (Volkheimeria)

        - Семейство †Камаразаврови (Camarasauridae) Cope, 1877
          - Род †Камаразаври (Camarasaurus)
          - Род †Хаплокантозаври (Haplocanthosaurus)

        - Семейство †Салтазаврови (Saltasauridae) Bonaparte & Powell, 1980
          - Род †Neuquenosaurus
          - Род †Опистоцоеликаудия (Opisthocoelicaudia)
          - Род †Салтазаври (Saltasaurus)

        - Семейство †Титанозаврови (Titanosauridae)
          - Род †Аламозаври (Alamosaurus)
          - Род †Aeolosaurus
          - Род †Ампелозаври (Ampelosaurus)
          - Род †Антарктозаври (Antarctosaurus)
          - Род †Агустинии (Agustinia)
          - Род †Брухаткайозаври (Bruhathkayosaurus)
          - Род †Друзилазаври (Drusilasaura)
          - Род †Гондванатитани (Gondwanatitan)
          - Род †Джайнозаври (Jainosaurus)
          - Род †Жиянгшанозаври (Jiangshanosaurus)
          - Род †Лаплатазаври (Laplatasaurus)
          - Род †Lirainosaurus
          - Род †Маджарозаври (Magyarosaurus)
          - Род †Малавизаври (Malawisaurus)
          - Род †Неукензаври (Neuquensaurus)
          - Род †Паралититани (Paralititan)
          - Род †Пелегринизаври (Pellegrinisaurus)
          - Род †Рапетозаври (Rapetosaurus)
          - Род †Rocasaurus
          - Род †Титанозаври (Titanosaurus)

        - Семейство †Nemegtosauridae Upchurch, 1995
          - Род †Немегтозаври (Nemegtosaurus)
          - Род †Рапетозаври (Rapetosaurus)
          - Род †Тапуйязаври (Tapuiasaurus)
          - Род †Каезитозаври (Quaesitosaurus)

      - Надсемейство †Diplodocoidea Marsh, 1884
        - Род †Amazonsaurus Carvalho, 2003
        - Семейство †Dicraeosauridae Janensch, 1929
          - Род †Amargasaurus
          - Род †Брахитрахелопани (Brachytrachelopan)
          - Род †Дикраеозаври (Dicraeosaurus)

        - Семейство †Диплодокови (Diplodocidae) Marsh, 1884
          - Подсемейство †Apatosaurinae
            - Род †Апатозаври (Apatosaurus) Marsh, 1877
            - Род †Eobrontosaurus

          - Подсемейство †Diplodocinae
            - Род †Барозаври (Barosaurus)
            - Род †Диплодоци (Diplodocus) Marsh, 1878
            - Род †Сеизмозаври (Seismosaurus)
            - Род †Суперзаври (Supersaurus)

        - Семейство †Rebbachisauridae
          - Род †Катхартезаври (Cathartesaura)
          - Род †Демандазаври (Demandasaurus)
          - Род †Истриязаври (Histriasaurus)
          - Род †Limaysaurus[13]
          - Род †Нигерзаври (Nigersaurus)
          - Род †Нопцаспондилос (Nopcsaspondylus)
          - Род †Райосозаври (Rayososaurus)
          - Род †Ребахизаври (Rebbachisaurus)
          - Род †Запалазаври (Zapalasaurus)

  - Подразред Тероподи (Theropoda) Marsh, 1881
    - Род †Орнитолести (Ornitholestes)
    - Инфраразред †Карнозаври (Carnosauria) Huene, 1920
      - Род †Криолофозаври (Cryolophosaurus)
      - Род †Фукуираптори (Fukuiraptor)
      - Род †Lourinhanosaurus
      - Род †Монолофозаври (Monolophosaurus)
      - Надсемейство †Allosauroidea Marsh, 1878
        - Семейство †Алозаврови (Allosauridae) Marsh, 1877
          - Род †Алозаври (Allosaurus)
          - Род †Заврофаганакси (Saurophaganax)

        - Семейство †Кархародонтозаврови (Carcharodontosauridae) Stromer, 1931
          - Род †Акрокантозаври (Acrocanthosaurus)
          - Род †Кархародонтозаври (Carcharodontosaurus)
          - Род †Конкавенатори (Concavenator)[14]
          - Род †Eocarcharia[15]
          - Род †Гиганотозаври (Giganotosaurus)
          - Род †Келмайзаври (Kelmayisaurus)
          - Род †Мапузаври (Mapusaurus)
          - Род †Shaochilong
          - Род †Tyrannotitan
          - Род †Ветерупристизаври (Veterupristisaurus)

        - Семейство †Metriacanthosauridae (Sinraptoridae) Paul, 1988
          - Род †Ксуанханозаври (Xuanhanosaurus)
          - Род †Янгчуанозаври (Yangchuanosaurus)
          - Подсемейство †Metriacanthosaurinae
            - Род †Metriacanthosaurus
            - Род †Шидайзаври (Shidaisaurus)
            - Род †Сиамотирануси (Siamotyrannus)
            - Род †Синраптори (Sinraptor)

        - Семейство †Neovenatoridae Benson, Carrano & Brusatte, 2009[16]
          - Род †Неовенатори (Neovenator)
          - Род †Чилантайзаври (Chilantaisaurus)
          - Род †Australovenator
          - Род †Фукуираптори (Fukuiraptor)
          - Род †Оркораптори (Orkoraptor)
          - Род †Аеростеони (Aerosteon)
          - Род †Мегараптори (Megaraptor)

    - Инфраразред †Цератозаври (Ceratosauria) Marsh, 1884
      - Род †Гениодектеси (Genyodectes)
      - Род †Саркозаври (Sarcosaurus)
      - Род †Тараскозаври (Tarascosaurus)
      - Надсемейство †Abelisauroidea Bonaparte, 1991
        - Семейство †Абелизаврови (Abelisauridae)
          - Род †Абелизаври (Abelisaurus)
          - Род †Ауказаври (Aucasaurus)
          - Род †Карнотаври (Carnotaurus)
          - Род †Илоколезии (Ilokelesia)
          - Род †Маджангатоли (Majungatholus)
          - Род †Раджазаври (Rajasaurus)
          - Род †Ругопси (Rugops)
          - Род †Vitakridrinda[17]
          - Род †Ксенотарсозаври (Xenotarsosaurus)

        - Семейство †Noasauridae
          - Род †Компсозухи (Compsosuchus)
          - Род †Делтадромеуси (Deltadromeus)
          - Род †Лаевизухуси (Laevisuchus)
          - Род †Масикозаври (Masiakasaurus)
          - Род †Noasaurus
          - Род †Велоцизаври (Velocisaurus)

      - Надсемейство †Целофизисовидни (Coelophysoidea) Holtz, 1994
        - Род †Camposaurus
        - Род †Лофострофи (Lophostropheus)
        - Семейство †Coelophysidae
          - Род †Целофизиси (Coelophysis)
          - Род †Лилиенщернуси (Liliensternus)
          - Род †Megapnosaurus
          - Род †Podokesaurus
          - Род †Прокомпсогнатуси (Procompsognathus)
          - Род †Сегизаври (Segisaurus)

        - Семейство †Дилофозаврови (Dilophosauridae)
          - Род †Дилофозаври (Dilophosaurus)

      - Надсемейство †Неоцератозаври (Neoceratosauria) Novas, 1991
        - Род †Елафрозаври (Elaphrosaurus)
        - Род †Генузаври (Genusaurus)
        - Род †Индозаври (Indosaurus)
        - Род †Индозухи (Indosuchus)
        - Род †Лигабуейно (Ligabueino)
        - Род †Majungasaurus
        - Семейство †Цератозаврови (Ceratosauridae)
          - Род †Цератозаври (Ceratosaurus)

    - Инфраразред Целурозаври (Coelurosauria) Huene, 1914[18]
      - Семейство †Avimimidae Kurzanov, 1981
        - Род †Авимимуси (Avimimus)

      - Семейство †Caudipterygidae Zhou et Wang, 2000
        - Род †Каудиптерикси (Caudipteryx)

      - Семейство †Компсогнатови (Compsognathidae) Huene, 1914
        - Род †Компсогнатуси (Compsognathus)
        - Род †Синазавроптерикси (Sinosauropteryx)
        - Род †Aristosuchus

      - Семейство †Дейнохейрови (Deinocheiridae)
        - Род †Дейнохейри (Deinocheirus)

      - Семейство †Ornithomimidae Marsh, 1890
        - Род †Ансеримимуси (Anserimimus)
        - Род †Археорнитомимуси (Archaeornithomimus)
        - Род †Dromiceiomimus
        - Род †Галимими (Gallimimus)
        - Род †Орнитомимуси (Ornithomimus)
        - Род †Синорнитомимуси (Sinornithomimus)
        - Род †Струтхиомимуси (Struthiomimus)

      - Семейство †Scansoriopterygidae Czerkas & Yuan, 2002
        - Род †Скансориоптерикси (Scansoriopteryx)
        - Род †Epidendrosaurus
        - Род †Епидексиптерикси (Epidexipteryx)

      - Надсемейство †Alvarezsauroidea
        - Род †Хаплохейри (Haplocheirus)[19]
        - Семейство †Алварезаврови (Alvarezsauridae) Bonaparte, 1991
          - Род †Ахилезаври (Achillesaurus)
          - Род †Албертоникуси (Albertonykus)
          - Род †Албиникуси (Albinykus)
          - Род †Алварезаври (Alvarezsaurus)
          - Род †Бонапартеникуси (Bonapartenykus)
          - Род †Kol Turner, Nesbitt, & Norell, 2009
          - Род †Патагоникуси (Patagonykus)
          - Подсемейство †Mononykinae
            - Род †Мононики (Mononykus)

          - Подсемейство †Парвикурсорови (Parvicursorinae)
            - Род †Цератоникуси (Ceratonykus)
            - Род †Линхеникуси (Linhenykus)
            - Род †Парвикурсори (Parvicursor)
            - Род †Шувууя (Shuvuuia)
            - Род †Ксиксияникуси (Xixianykus)

      - Надсемейство †Caenagnathoidea R.M. Sternburg, 1940
        - Семейство †Caenagnathidae R.M. Sternberg, 1940
          - Род †Киростеноти (Chirostenotes)
          - Род †Каенагнатазии (Caenagnathasia)
          - Род †Гигантораптори (Gigantoraptor)
          - Род †Номингия (Nomingia)

        - Семейство †Oviraptoridae Barsbold, 1976
          - Подсемейство †Ingeniinae Barsbold, 1981
            - Род †Кончораптори (Conchoraptor)
            - Род †Хеюания (Heyuannia)
            - Род †Ингения (Ingenia)
            - Род †Хани (Khaan)

          - Подсемейство †Овирапторови (Oviraptorinae) Barsbold, 1976
            - Род †Цитипати (Citipati)
            - Род †Немегтомайя (Nemegtomaia)
            - Род †Овираптори (Oviraptor)
            - Род †Ринчения (Rinchenia)

      - Надсемейство †Tyrannosauroidea
        - Род †Alectrosaurus Gilmore, 1933
        - Род †Appalachiosaurus Carr, Williamson & Schwimmer, 2005
        - Род †Aviatyrannis Oliver Rauhut, 2003[20]
        - Род †Bagaraatan Osmólska, 1996
        - Род †Chingkankousaurus Young, 1958
        - Род †Dilong Xu, Norell, Kuang, Wang, Zhao & Jia, 2004[21]
        - Род †Eotyrannus Hutt, Naish, Martill, Barker & Newbery, 2001
        - Род †Гуанлонги (Guanlong) Xu, Clark, Forster, Norell, Erickson, Eberth, Jia & Zhao, 2006[22]
        - Род †Iliosuchus von Huene, 1932
        - Род †Рапторекси (Raptorex)
        - Род †Siamotyrannus Buffetaut, Suteethorn & Tong, 1996
        - Род †Stokesosaurus Madsen, 1974
        - Род †Xinjiangovenator Rauhut & Xu, 2005
        - Род †Ксионггуанлонг (Xiongguanlong)
        - Семейство †Coeluridae Marsh, 1881
          - Род †Археоптерикси (Archaeopteryx) Hermann von Meyer, 1861
          - Род †Коелуруси (Coelurus)
          - Род †Таниколагреуси (Tanycolagreus)

        - Семейство †Dryptosauridae Marsh, 1890
          - Род †Dryptosaurus Marsh, 1877

        - Семейство †Процератозаврови (Proceratosauridae)[23]
          - Род †Kileskus[24]
          - Род †Процератозаври (Proceratosaurus)
          - Род †Sinotyrannus[25]

        - Семейство †Тиранозаврови (Tyrannosauridae) Osborn, 1906
          - Подсемейство †Tyrannosaurinae
            - Род †Alioramus Kurzanov, 1976
            - Род †Daspletosaurus D. A. Russell, 1970
            - Род †Нанотирани (Nanotyrannus) Gilmore, 1946[26]
            - Род †Tarbosaurus Maleev, 1955
            - Род †Тиранозаври (Tyrannosaurus) Osborn, 1905

          - Подсемейство †Albertosaurinae
            - Род †Албертозаври (Albertosaurus) Osborn, 1906
            - Род †Горгозаври (Gorgosaurus) Lambe, 1914

      - Надсемейство †Dromaeosauroidea Matthew & Brown, 1922
        - Семейство †Dromaeosauridae
          - Род †Еврониходони (Euronychodon)
          - Род †Хулсанпес (Hulsanpes)
          - Род †Мегараптори (Megaraptor)
          - Род †Микрораптори (Microraptor)
          - Род †Пирораптори (Pyroraptor)
          - Род †Синорнитозаври (Sinornithosaurus)
          - Род †Ункийозаври (Unquillosaurus)
          - Род †Варираптори (Variraptor)
          - Подсемейство †Unenlagiinae Bonaparte, 1999
            - Род †Австрораптори (Austroraptor)
            - Род †Буйтрераптори (Buitreraptor)
            - Род †Неукенраптори (Neuquenraptor)
            - Род †Рахонависи (Rahonavis)
            - Род †Уненлагия (Unenlagia)

          - Подсемейство †Драмаеозаврови (Dromaeosaurinae) Barsbold, 1983
            - Род †Атроцираптори (Atrociraptor)
            - Род †Дромаеозавридес (Dromaeosauroides)
            - Род †Драмаеозаври (Dromaeosaurus)

          - Подсемейство †Велоцирапторови (Velociraptorinae) Barsbold, 1983
            - Род †Ахилобатори (Achillobator)
            - Род †Адазаври (Adasaurus)
            - Род †Deinonychus
            - Род †Завроорнитолестес (Saurornitholestes)
            - Род †Тсаагани (Tsaagan)
            - Род †Ютараптори (Utahraptor)
            - Род †Велоцираптори (Velociraptor)

      - Надсемейство †Troodontoidea Gilmore, 1924
        - Семейство †Troodontidae Gilmore, 1924
          - Род †Анхиорниси (Anchiornis) Xu, 2009
          - Род †Бороговия (Borogovia)
          - Род †Байронозаври (Byronosaurus)
          - Род †Жинфенгоптерикси (Jinfengopteryx)
          - Род †Завроорнитойдес (Saurornithoides)
          - Род †Синорнитойдес (Sinornithoides)
          - Род †Синовенатори (Sinovenator)
          - Род †Точизаври (Tochisaurus)
          - Род †Троодони (Troodon) Leidy, 1856
          - Род †Урбакодони (Urbacodon)
          - Род †Ксиксиязаври (Xixiasaurus)

    - Инфраразред †Herrerasauria Galton, 1985
      - Семейство †Хереразаврови (Herrerasauridae) Benedetto, 1973
        - Род †Хереразаври (Herrerasaurus)
        - Род †Sanjuansaurus
        - Род †Стаурикозаври (Staurikosaurus)

      - Семейство †Saltopodidae
        - Род †Еораптори (Eoraptor)
        - Род †Гуайбазаври (Guaibasaurus)

    - Инфраразред Tetanurae Gauthier, 1986
      - Род †Beishanlong[27]
      - Род †Гарудимимуси (Garudimimus)
      - Род †Харпимимуси (Harpymimus)
      - Род †Пеликанимимуси (Pelecanimimus)
      - Род †Шендзузаври (Shenzhousaurus)
      - Род †Синозаври (Sinosaurus) Young, 1948
      - Надсемейство Spinosauroidea Stromer, 1915
        - Семейство Мегалозаврови (Megalosauridae)
          - Подсемейство Eustreptospondylinae
            - Род †Афровенатори (Afrovenator)
            - Род †Алустрептоспондили (Eustreptospondylus)
            - Род †Пятницкизаври (Piatnitzkysaurus)

          - Подсемейство Megalosaurinae
            - Род †Мегалозаври (Megalosaurus)
            - Род †Поекилоплеурони (Poekilopleuron)
            - Род †Торвозаври (Torvosaurus)

        - Семейство Спинозаврови (Spinosauridae) Stromer, 1915
          - Подсемейство Baryonychinae Charig & Milner, 1986
            - Род †Барионикси (Baryonyx)
            - Род †Кристатузаври (Cristatusaurus)
            - Род †Зухомимуси (Suchomimus)

          - Подсемейство Spinosaurinae Stromer, 1915
            - Род †Спинозаври (Spinosaurus)
            - Род †Иритатори (Irritator)
            - Род †Angaturama

      - Надсемейство †Therizinosauroidea Maleev, 1954
        - Семейство †Alxasauridae
          - Род †Алксазаври (Alxasaurus)

        - Семейство †Therizinosauridae
          - Род †Enigmosaurus[28]
          - Род †Ерлианзаври (Erliansaurus)
          - Род †Ерликозаври (Erlikosaurus)
          - Род †Наншиунгозаври (Nanshiungosaurus)
          - Род †Неймонгозаври (Neimongosaurus)
          - Род †Нотхронихуси (Nothronychus)
          - Род †Сегнозаври (Segnosaurus)
          - Род †Suzhousaurus
          - Род †Терицинозаври (Therizinosaurus)